# Божићна јелка на Трафалгар скверу
Божићна јелка на Трафалгар скверу је новогодишња јелка коју град Осло поклања грађанима Лондона сваке године од 1947. Дрво се поставља на Трафалгар сквер почетком децембра и стоји све до 6. јануара.

## Историја
Божићна јелка на Трафалгар скверу је годишњи поклон грађанима Британије од Норвешке у знак захвалности за британску подршку Норвешкој током Другог светског рата од 1942. године. 1942. године прво дрво је посекао норвешки борац отпора по имену Монс Урангсвог током напада на Хисој, острво на западној обали Норвешке између Бергена и Хавесунда. Дрво је затим превезено у Енглеску и дато норвешком краљу, Хокону VII, који је био у егзилу. Од тада је из првобитног пања израсло ново дрво.
Дрво је централно место за традиционални програм певања божићних песама на Трафалгар скверу, који изводе различите групе прикупљајући новац за добровољне или добротворне организације.
Дрво остаје до непосредно пред дванаесту ноћ Божића, када се одвози на рециклажу. Дрво се уситњава и компостира, да би се направио малч.

## Дрво
Божићна јелка на Трафалгар скверу је обично 50 до 60 година стара норвешка смрча, углавном висока преко 20 метара. Дрво се сече у Норвешкој негде у новембру током церемоније којој присуствују британски амбасадор у Норвешкој, градоначелник Осла и лорд градоначелник Вестминстера. Након што се дрво посече, бродом се шаље у Велику Британију преко мора. Некада је испоручиван је у Феликстоу бесплатно теретним бродом линије Фред Олсен. Од 2007. године, дрво се отпрема преко Северног мора у Имингем преко компаније ДФДС Тор Лајн. Од 2018. године, Радијус Група је у надлежности да транспортује, чува и поставља дрво на Трафалгар скверу.
Дрво Трафалгар сквера је украшено у традиционалном норвешком стилу и осветљено са 500 белих сијалица. Године 2008. дрво је користило халогене сијалице мале снаге које су користиле 3,5 кW снаге.

У подножју дрвета стоји плоча на којој пише:
Ово дрво даје град Осло у знак норвешке захвалности грађанима Лондона за њихову помоћ током 1940-45.

Дрво се даје годишње од 1947. године.

## Свечаност паљења и певање
Церемонија паљења сијалица на божићном дрвету на Трафалгар скверу одржава се првог четвртка у децембру и присуствује јој на хиљаде људи.  Церемонија коју предводи лорд-градоначелник Вестминстера укључује оркестар и хор након чега следи паљење божићних светала.
Традиционално, дрво представља жаришну тачку за групе које певају божићне песме. За многе у Лондону, дрво и пратећа песма означавају одбројавање до Божића.
Од 2009. године, Песничко друштво наручује сваке године нове песме за излагање на транспарентима око основе дрвета. 2010. године, на паљењу су једну од песама извели и школарци.